# 藤原洋
藤原 洋 (ふじわら ひろし、1954年9月26日 - )は、日本の起業家・科学者。ブロードバンドタワー代表取締役CEO、インターネット総合研究所代表取締役、株式会社ナノオプトニクス・エナジー取締役会長ファウンダー、株式会社ナノオプト・メディア代表取締役社長。京都大学にて宇宙物理学の学士、東京大学にて工学博士を取得。MPEG技術の標準化に大きな貢献を果たした。
日本IBM、日立エンジニアリング株式会社、アスキー等を経て、1996年にインターネット総合研究所を設立。同社は1999年に東証マザーズの第1号上場を果たした。2000年にはブロードバンドタワーを設立、2005年に上場した。ブロードバンドタワーは、データセンター（主なクライアントとしてYahoo! JAPAN）、イーコマース事業等を手がける。同氏は合計3社の上場を果たしている。
科学技術をベースとしたベンチャー起業家としての第一人者である。

## 経歴
福岡県北九州市生まれ。
1977年（昭和52年）3月、京都大学 理学部（宇宙物理学科専攻）を卒業。
1977年（昭和52年）4月、日本アイ・ビー・エム株式会社に入社。同年12月、日立エンジニアリング株式会社に入社。
1985年（昭和60年）2月、株式会社アスキーに入社。
1987年（昭和62年）2月、株式会社グラフィックス・コミュニケーション・テクノロジーズに出向、取締役 研究開発本部長に就任。
1988年（昭和63年）9月、米国ベル通信研究所（Bellcore）訪問研究員
1993年（平成5年）3月、株式会社グラフィックス・コミュニケーション・ラボラトリーズ出向 常務取締役 研究開発本部長に就任。同年6月、株式会社アスキー取締役に就任。
1996年（平成8年）1月、東京大学より工学博士号を取得。同年12月、株式会社インターネット総合研究所を設立、代表取締役に就任（現任）。
2005年（平成17年）11月、株式会社ナノオプトニクス・エナジーを設立、取締役会長に就任（現任）。
2012年（平成24年）4月、株式会社ブロードバンドタワー 代表取締役会長兼社長CEOに就任（現任)。 

## 公職活動
- 内閣府 国民生活審議会 総合企画部会 臨時委員
- 総務省 ユビキタスネットワーク技術の将来展望に関する調査研究会 構成員
- 総務省 インターネット基盤委員会 主査代理
- 総務省 ICT政策タスクフォース メンバー、新たな電波の活用ビジョンに関する検討チーム メンバー、日印ICT成長戦略委員会 委員、周波数オークションに関する懇談会 構成員、新事業創出戦略委員会及び研究開発戦略委員会 合同ワーキンググループ 基本戦略ボード、Beyond 5G推進戦略懇談会 構成員
- 鳥取県経済成長戦略会議委員 文部科学省 大学共同利用機関法人自然科学研究機構 経営協議会委員
- 仙台市最高デジタル責任者補佐官
- 独立行政法人宇宙航空研究開発機構（JAXA）宇宙科学評議会 評議員

## 学会活動
- IEEE Senior Member
- 電子情報通信学会
- 情報処理学会
- 画像電子学会
- 映像情報メディア学会（旧テレビジョン学会）
- システム制御学会

## その他の活動
慶應義塾大学客員教授、会津大学客員教授、多摩美術大学非常勤講師、名古屋大学非常勤講師、東京大学大学院数理科学研究科客員教授、青山学院大学国際マネジメント研究科特任教授歴任。
現在、SBI大学院大学学長教授、慶應義塾大学環境情報学部特別招聘教授（環境エネルギー情報論）、慶應義塾大学大学院SDM研究科研究プロジェクト教授、一般財団法人インターネット協会 理事長、一般社団法人デジタル田園都市国家構想応援団代表理事。中国共産党機関紙「人民日報」の名を冠した月刊誌「人民日報海外版日本月刊」の理事長。

## 著書
- 『最新MPEG教科書』（アスキー、1994年7月26日）　ISBN 978-4756102478
- 『実践MPEG教科書』（アスキー、1995年10月1日）　ISBN 978-4756102546
- 『DVDとビデオCD』(アスキー、1996年3月1日）　ISBN 978-4756102614
- 『インターネット時代の画像圧縮技術』（アスキー、1996年7月1日）　ISBN 978-4756102621
- 『ネットワークの覇者』（日刊工業新聞社、1998年12月1日）　ISBN 978-4526042980
- 『インターネットで融合する次世代ネットワーク 大型本』（共立出版、2000年1月20日）　ISBN 978-4320029507
- 『マルチメディア情報圧縮』（共立出版、2000年3月1日）　ISBN 978-4320016446
- 『画像&音声圧縮技術のすべて : インターネット/ディジタルテレビ/モバイル通信時代の必須技術』（CQ出版、2000年7月1日）　ISBN 978-4789833158
- 『ケイタイ+マンガ日本発ブロードバンド革命』（講談社、2001年12月1日）　ISBN 978-4062721127
- 『標準ブロードバンド+モバイルMPEG教科書 : ポイント図解式』（アスキー、2003年2月1日）　ISBN 978-4756142412
- 『ニッポンの挑戦インターネットの夜明け』（RBB PRESS、2005年8月23日）　ISBN 978-4903065014
- 『ユビキタステクノロジーのすべて : クルマ・ケータイ・IP電話・RFID・Web 2.0等を支える』（2007年2月22日）　ISBN 978-4860431419
- 『科学技術と企業家の精神』（岩波書店、2009年4月28日）　ISBN 978-4000224925
- 『第4の産業革命』（朝日新聞出版、2010年7月7日）　ISBN 978-4023304987
- 『技術を創る～知の本流からのメッセージ～』（日経BP、2013年3月28日）　ISBN 978-4864430364
- 『インターネット数理科学: 数学から生まれるイノベーション』（ナノオプトニクス・エナジー、2010年9月1日）　ISBN 978-4764955141
- 『日本はなぜ負けるのか【新版】　インターネットが創り出す21世紀の経済力学』（インプレス、2016年12月9日）　ISBN 978-4844397434
- 『全産業「デジタル化」時代の日本創生戦略』（PHP研究所、2018年8月21日）　ISBN 978-4569841205

### 監訳
- 『高速インターネットとケーブルモデム』（アスキー、著書：Robert Wells、1996年9月1日）　ISBN 978-4756102652
- 『デジタル放送・インターネットのための情報圧縮技術』（共立出版、著書：K.R.Rao, J.J.Hwang、1999年6月）　ISBN 978-4320029361